# 秋田医学校
秋田医学校 （あきたいがっこう）は、明治時代に秋田県東根小屋町に存在した医学教育機関である。

## 沿革
秋田藩の藩校明徳館に1795年（寛政7年）設けられた医学館を源流とし、1875年（明治8年）1月に設立された。同年7月には医学校附属病院が設立されたが、12月に医学校は廃止となり、附属病院は秋田病院と改称された。ただし秋田病院内に医学局を設けて生徒を募集し医学教育自体は続け、修学3年で試験に合格した者には開業免状を与えた。
1883年（明治16年）8月に改めて甲種医学校として秋田病院附属医学校（予科1年、本科4年）が設立されたが、政府により府県立医学校の費用を地方税で賄うことが禁止されたため、1886年（明治19年）及び1887年（明治20年）の2回、計100名程度の卒業生を出したのみで、財政難により1887年（明治20年）4月に廃校となった。廃校時の在校生は第二高等中学校医学部へ転校となり、廃校後の校地校舎は秋田中学校に移管された。

## 出身者
- 土谷全次 - 衆議院議員
- 寺崎広業（中退） - 日本画家[3]
- 中村緑野 - 陸軍軍医総監[2]